# Armory Show
A l'armeria del 69è Regiment de Nova York s'han celebrat moltes exposicions d'art, però l'Armory Show dona nom a la «International Exhibition of Modern Art» que va tenir lloc entre el 17 de febrer de 1913 i el 15 de març i es convertí en un punt d'inflexió per a l'art dels Estats Units d'Amèrica, ja que va mostrar l'art modern als novaiorquesos, llavors acostumats al realisme. L'exposició va fer que els artistes nord-americans es fessin més independents i creessin el seu propi «llenguatge artístic».
L'Armory Show, organitzat per Walter Pach, Arthur B. Davies i Walt Kuhn, va mostrar al voltant de 1250 pintures, escultures i obres decoratives de més de 300 artistes d'avantguarda. Entre elles hi havia moltes obres impressionistes, fauvistes i cubistes.
Els articles de premsa es van omplir amb acusacions de xarlataneria, bogeria, immoralitat i anarquia, i també amb paròdies, caricatures i burles. El president Theodore Roosevelt va declarar referint-se a l'art modern que «That's not art!!!» (Això no és art!!!).
Entre les obres més escandaloses va destacar Nu baixant una escala, n.º 2, pintada un any abans, que representava el moviment mitjançant imatges superposades. Julian Street, un crític d'art del New York Times va escriure que l'obra semblava «una explosió en una fàbrica de teules de fusta» i els dibuixants dels diaris la van satiritzar.
La compra de «La Colline des pauvres» de Paul Cézanne pel Metropolitan Museum of Art és un signe de la integració del modernisme als museus novaiorquesos. No obstant això, Cézanne era un mestre reconegut, no com molts dels joves artistes que s'exhibien en l'Armory Show.
El germà de Duchamp, que va exposar amb el nom de Jacques Villon, va vendre tots els seus gravats cubistes i va aconseguir una bona relació amb els col·leccionistes de Nova York, que li van donar el seu suport en les dècades següents.
L'exposició es va traslladar després a Chicago i a Boston.